# Миларщиков Володимир Павлович
Володимир Павлович Миларщиков (1911, тепер Російська Федерація — 1977, місто Москва) — радянський партійний діяч, завідувач сільськогосподарського відділу ЦК КПРС по РРФСР. Кандидат у члени ЦК КПРС у 1956—1961 роках. Член Бюро ЦК КПРС по РРФСР з 27 лютого 1956 по 1959 рік. Депутат Верховної Ради РРФСР 2-го, 4—6-го скликань. Депутат Верховної Ради СРСР 5-го скликання.

## Життєпис
Народився в родині робітника. Освіта середня.
З 1930 року — заступник директора, директор Курганської машинно-тракторної станції (МТС).
Член ВКП(б) з 1931 року.
До 1935 року — студент Ленінградського інституту інженерів залізничного транспорту.
У 1940—1941 роках — секретар Волоколамського районного комітету ВКП(б) із кадрів Московської області.
У 1941 році — комісар Волоколамського партизанського загону, учасник німецько-радянської війни.
У 1941—1942 роках — 2-й секретар Волоколамського районного комітету ВКП(б) Московської області.
У березні 1942 — лютому 1948 року — 1-й секретар Волоколамського районного комітету ВКП(б) Московської області.
У серпні 1948 — листопаді 1951 року — завідувач сільськогосподарського відділу Московського обласного комітету ВКП(б).
15 листопада 1951 — 22 вересня 1952 року — секретар Московського обласного комітету ВКП(б) з питань сільського господарства.
У вересні 1952 — жовтні 1953 року — слухач курсів перепідготовки при ЦК КПРС.
У жовтні 1953 — лютому 1954 року — інспектор ЦК КПРС.
У лютому 1954 — квітні 1959 року — завідувач сільськогосподарського відділу ЦК КПРС по РРФСР.
У травні — липні 1959 року — директор тресту радгоспів Кустанайської області Казахської РСР.
У липні 1959 — 1962 року — директор спеціалізованого тресту картоплеовочевих радгоспів Московського обласного управління радгоспів.
У березні 1962 — січні 1964 року — 1-й заступник міністра виробництва та заготівель сільськогосподарських продуктів Російської РФСР.
Потім — персональний пенсіонер у Москві.
Помер 1977 року в Москві.

## Нагороди і звання
- два ордени Леніна (16.02.1942, 1957)
- орден Вітчизняної війни І ст.
- медаль «За трудову доблесть»
- медалі